# Загребско-Люблянская митрополия
За́гребско-Любля́нская митропо́лия (серб. Митрополија загребачко-љубљанска) — митрополия Сербской православной церкви с юрисдикцией в северной части Хорватии и всей Словении. Резиденция митрополии находится в Загребе (Хорватия), где располагается кафедральный Преображенский собор.

## История
Загребская митрополия была основана в Королевстве Югославия в 1931 году: её территория была выделена из территорий Пакрацкой и северных районов Горно-Карловацкой епархий, которые до 1920 года входили в автокефальную юрисдикцию Карловацкой патриархии (митрополии). Её епархиальным центром стал Загреб. Первым митрополитом был Досифей (Васич). В мае 1941 года власти Независимого Государства Хорватии запретили деятельность Сербской церкви на территории НГХ, а в следующем году была учреждена Хорватская православная церковь, во главе которой стал архиепископ Русской зарубежной церкви Гермоген (Максимов), принявший титул митрополита Загребского.
По занятии в мае 1945 года Загреба коммунистическими силами Иосипа Броз Тито и казни Гермогена (Максимова) вместе с другими русскими клириками и активными мирянами, митрополия до 1947 года не имела правящего ерхиерея, а после смерти в октябре 1969 года Дамаскина Грданички в течение последующих 13-и лет управлялась по совместительству.
Решением Архиерейского собора СПЦ в 1977 году управление епархией было поручено епископу Лепавинскому Иоанну (Йовану) Павловичу, который в 1982 году был избран митрополитом. По его предложению, спустя год, митрополия была переименована в Загребско-Люблянскую.
Во время войны в Хорватии (1991—1995), несмотря на то, что на этой территории активные военные действия не велись, в епархии были повреждены 29 церквей и уничтожены 9, разрушены 5 приходских домов и 7 сильно повреждены. Хорваты сожгли уникальные памятники сербской архитектуры, деревянные церкви в Доня-Рашенице (1709) и Растоваце (1730), а 11 апреля 1992 года было взорвано здание митрополии в Загребе (1886/1887), в котором располагались церковный музей и библиотека. Большинство духовенства и митрополит Иоанн были вынуждены временно покинуть Хорватию.
В июле 1994 года в состав Загребско-Люблянской митрополии были включены сербские приходы на территории Италии, которые ранее входили в юрисдикцию Среднеевропейской епархии, после чего митрополия получила название «Загребско-Люблянская и всей Италии».
В декабре 2002 года СПЦ заключила соглашение с правительством Хорватии о сотрудничестве, что способствовало укреплению епархии.
10 мая 2005 года по инициативе митрополии в Загребе открылась православная общая гимназия «Кантакузина Катарина Бранковић».
26 мая 2011 года решением Архиерейского Собора СПЦ территория Италии вошла в состав новообразованной Австрийско-Швейцарской епархии.

## Наместничества и управление
- Загребское
- Беловарское
- Грубишно-Польское
- Люблянское

В управлении митрополией митрополиту помогают Епархиальный совет и Епархиальный управленческий комитет, а также Епархиальный церковный суд. Во главе их стоит сам митрополит.

## Митрополиты
- Досифей (Васич) (8 октября 1932 — 13 января 1945)
- Арсений (Брадваревич) (1945—1947) в/у, еп. Моравичский
- Дамаскин (Грданички) (20 мая 1947 — 7 октября 1969)
- Емилиан (Маринович) (1969—1977) в/у, еп. Славонский
- Иоанн (Павлович) (14 августа 1977 — 3 апреля 2014)
- Фотий (Сладоевич) (4 апреля — 24 май 2014) в/у, еп. Далматинский
- Порфирий (Перич) (24 мая 2014 — 19 февраля 2021)
- Порфирий (Перич) (19 февраля 2021 — 20 мая 2023) в/у, патр. Сербский
- Кирилл (Бойович) (с 20 мая 2023) в/у, еп. Буэнос-Айреский и Южно-Центральноамериканский

## Монастыри
На территории митрополии находится несколько монастырей, наиболее известны из которых монастырь Лепавина, женский монастырь Святой Пятницы в Загребе, а также пустующие монастыри Марча, Бршлянац и монастырь в Боянцах.